# День на скачках
«День на скачках» (англ. A Day at the Races) — американська кінокомедія Сема Вуда 1937 року з братами Маркс в головній ролі.

## Сюжет
У чарівної жінки, що заплуталася у боргах, хочуть відняти закладений і перезаставлений санаторій, в якому залишилася тільки одна багата пацієнтка, яка наполягла на тому, щоб головним лікарем призначили кохання її далекої молодості, ветеринара Гекенбуша.

## У ролях
- Брати Маркс
  - Граучо Маркс — Гекенбуш
  - Чіко Маркс — Тоні
  - Гарпо Маркс — Стіффі
- Аллан Джонс — Гіл
- Морін О'Салліван — Джуді
- Маргарет Дюмон — місіс Апджон
- Леонард Кілей — Уітмор
- Дугласс Дамбрілл — Морган
- Естер М'юїр — Фло
- Сіг Руман — лікар Стейнберг
- Роберт Міддлмесс — шериф